# Eutelsat
Eutelsat (European Telecommunications Satellite Organization) es una operador francesa de satélites de comunicaciones con sede en París. La empresa fue fundada en 1977. Opera 39 satélites de comunicaciones con cobertura en todo el continente europeo, Oriente Medio, África, Asia y América, bajo los nombres Hot Bird, Atlantic Bird, Eurobird, KA-SAT y Eutelsat. Es el tercer operador mundial de satélites por ingresos. La filial Eutelsat OneWeb es competidora del Starlink de Elon Musk.
Estos satélites se usan para emitir unas 4500 cadenas de televisión y otras 1000 de radio a más de 200 millones de hogares. También ofrecen servicios de comunicación para televisiones, redes corporativas, telefonía móvil, conectividad backbone de Internet y aplicaciones de banda ancha con acceso terrestre, marítimo y en vuelo.

## Distribución de propaganda rusa dentro de Rusia
Actualmente, Eutelsat continúa colaborando con plataformas de TV rusa como NTV-Plus y Tricolor. En Francia, la asociación Denis Diderot Committee ha comenzado una petición para presionar a la Unión Europea para que Eutelsat interrumpa su cooperación con los canales rusos. En un comunicado de prensa, la asociación comunica que es “paradójico e imperdonable” que satélites europeos sean utilizados para emitir canales rusos que sólo difunden la propaganda oficial estatal del Kremlin.
La directiva del francés Eutelsat, la danesa Eva Berneke, defendió la estrategia en una entrevista multimedia con Techmediet Radar: “Está claro que entonces tendríamos que despedirnos de algunos clientes rusos, que se pasarían a algún satélite ruso o algo diferente”. El portavoz mediático del partido socialdemócrata danés Kasper Sand Kjær comenta esta decisión de este modo: “Creo que cada uno debería decidir por sí mismo de qué lado de la historia quiere estar. No creo que nadie pueda perdurar en los tiempos que corren diciendo ser neutral.” 

## Satélites
Lista de satélites pertenecientes a Eutelsat en órbita geoestacionaria entre los 15° Oeste y 70,5° Este. 
| Satélite              | Localización | Zona de cobertura                                                       | Lanzamiento |
| --------------------- | ------------ | ----------------------------------------------------------------------- | ----------- |
| Eutelsat 3B           | 3° Este      | Europa, África, Oriente Medio, Asia Central, Brasil                     | 2014/05/26  |
| Eutelsat 7A           | 7° Este      | Europa, Oriente Medio, África                                           | 2014/03/16  |
| Eutelsat 7B           | 7° Este      | Europa, Oriente Medio, África                                           | 2013/05/14  |
| Eutelsat 9A           | 9° Este      | Europa, Norte de África, Oriente Medio                                  | 2006/03/11  |
| Eutelsat KA-SAT       | 9° Este      | Europa                                                                  | 2010/12/26  |
| Eutelsat 10A          | 10° Este     | Europa, África, Oriente Medio                                           | 2009/04/03  |
| Eutelsat Hot Bird 13B | 13° Este     | Europa, Norte de África, Oriente Medio                                  | 2006/08/05  |
| Eutelsat Hot Bird 13C | 13° Este     | Europa, África, Oriente Medio                                           | 2008/12/20  |
| Eutelsat 16A          | 16° Este     | Europa, África subsahariana, Islas del Océano Índico                    | 2011/10/07  |
| Eutelsat 16C          | 16° Este     | Europa, Norte de África, Oriente Medio, Asia                            | 2000/04/18  |
| Eutelsat 21B          | 21.5° Este   | Europa, Oriente Medio, Norte de África, África del Oeste, Asia Central  | 2012/11/10  |
| Eutelsat 25B          | 25° Este     | Norte de África, Oriente Medio, Asia Central                            | 2013        |
| Eutelsat 31A          | 31° Este     | Norte de África, Oriente Medio, Asia Central                            | 2013        |
| Eutelsat 33C          | 33° Este     | Europa                                                                  | 2001/03/08  |
| Eutelsat 36A          | 36° Este     | África, Rusia                                                           | 2000/05/24  |
| Eutelsat 36B          | 36° Este     | Europa, África, Oriente Medio, Rusia                                    | 2009/11/24  |
| Eutelsat 48A          | 48° Este     | Europa Central, Oriente Medio, Asia Central                             | 1996/11/21  |
| Eutelsat 48D          | 48° Este     | Afganistán, Asia Central                                                | 2008/12/20  |
| Eutelsat 70B          | 48° Este     | Europa, Oriente Medio, África, Asia Central, Sureste de Asia, Australia | 2012/12/03  |
| Eutelsat 172A         | 172° Este    | Asia Pacífico                                                           | 2005/12/29  |
| Eutelsat 5 West A     | 5° Oeste     | Europa, América, África                                                 | 2002/07/05  |
| Eutelsat 7 West A     | 7° Oeste     | Oriente Medio, África del Norte                                         | 2011/09/24  |
| Eutelsat 8 West A     | 8° Oeste     | Europa, Oriente Medio, América                                          | 2001/09/25  |
| Eutelsat 8 West B     | 8° Oeste     | África, Oriente Medio                                                   | 2015        |
| Eutelsat 8 West C     | 8° Oeste     | Europa, África del Norte, Oriente Medio                                 | 2002/08/21  |
| Eutelsat 12 West A    | 12° Oeste    | Europa, Oriente Medio, América                                          | 2002/08/28  |
| Eutelsat 115 West A   | 114.8° Oeste | América                                                                 | 1998        |
| Eutelsat 113 West A   | 113° Oeste   | América                                                                 | 2006        |
| EUTELSAT 115 West A   | 114.8° Oeste | América                                                                 | 1998        |
| Eutelsat 117 West A   | 116.8° Oeste | América                                                                 | 2013        |

### Futuros satélites
| Satélite            | Localización | Zona de cobertura | Lanzamiento |
| ------------------- | ------------ | ----------------- | ----------- |
| Eutelsat 9B         | 9° Este      | Europa            | 2015        |
| Eutelsat 115 West B | 114.9° Oeste | Américas          | 2015        |
| Eutelsat 117 West B | 116.8° Oeste | América           | 2015        |
| Eutelsat 36C        | 36° Este     | Rusia, África     | 2015        |
| Eutelsat 65 West A  | 65° Oeste    | América           | 2016        |

### Alquilados
| Satélite     | Localización | Zona de cobertura                       | Lanzamiento |
| ------------ | ------------ | --------------------------------------- | ----------- |
| EUTELSAT 28E | 28.2° Oeste  | Europa                                  | 2013/09/29  |
| EUTELSAT 28F | 28.2° Oeste  | Europa                                  | 2012/09/28  |
| EUTELSAT 28G | 28.2° Oeste  | Europa                                  | 2014/12/27  |
| Express AT1  | 56° Este     | Europa, Asia                            | 2014/03/16  |
| Express AT2  | 140° Este    | Europa, Asia                            | 2014/03/16  |
| SESAT 2      | 15° Oeste    | Europa, América                         | 1999/19/10  |
| Telstar 12   | 53° Este     | Europe, North Africa, Middle East, Asia | 2003/12/29  |

### Satélites antiguos
| Satélite     | Posición primaria | Comentarios                                     |
| ------------ | ----------------- | ----------------------------------------------- |
| 1F1          | 13°E              | Lanzado 1983, inclinado 1989, retirado 1996     |
| 1F2          | 7°E               | Lanzado 1984, inclinado 1990, retirado 1993     |
| 1F4          | 13°/7°E           | Lanzado 1987, inclinado 1993, retirado 2002     |
| 1F5          | 10°E              | Lanzado 1988, inclinado 1994, des-orbitado 2000 |
| 2F1          | 13°E              | Lanzado 1990, inclinado 1999, retirado 2003     |
| 2F2          | 10°E              | Lanzado 1991, inclinado 2000, retirado 2005     |
| 2F3          | 16°E              | Lanzado 1991, inclinado 2000, retirado 2004     |
| 2F4          | 7°E               | Lanzado 1992, inclinado 2001, retirado 2003     |
| Eutelsat 33B | 33° E             | Lanzado, 2002/11/20, retirado 2015              |
| Hot Bird 1   | 13°E              | Lanzado 1995, retirado 2006                     |